# NGC 4533
NGC 4533 (другие обозначения — UGC 7725, MCG 1-32-102, ZWG 42.157, VCC 1557, PGC 41816) — спиральная галактика (Scd) в созвездии Девы. Открыта Эрнстом Темпелем в 1877 году.
Находится в 8 минутах дуги к северу от NGC 4536, что соответствует линейному расстоянию в 39 кпк. Распределение атомарного водорода в галактике в её центральной части симметричное, но во внешних частях имеется хвост, протянувшийся в юго-восточном направлении. Звездный диск также имеет асимметричную форму: северо-западная часть искривлена, а юго-восточная — удлинена. Вероятно, эти особенности вызваны взаимодействием с NGC 4536.
Этот объект входит в число перечисленных в оригинальной редакции «Нового общего каталога».